# Lucrècia Maria d'Este
Lucrècia Maria d'Este (Ferrara, ducat de Ferrara 1535 - ibídem, 1598) fou una membre de la Casa d'Este, princesa de Mòdena i Ferrara, que va esdevenir duquessa consort d'Urbino.

## Orígens familiars
Va néixer el 16 de desembre de 1535 a la ciutat de Ferrara, capital del ducat del mateix nom, sent la quarta filla del duc Hèrcules II d'Este i Renata de França. Era neta per línia paterna d'Alfons I d'Este i Lucrècia Borja, i per línia materna del rei Lluís XII de França i Anna de Bretanya. Així mateix fou germana gran del duc Alfons II d'Este i d'Anna d'Este.

## Núpcies i descendents
Es casà el 18 de febrer de 1570 amb Francesc Maria II della Rovere, futur duc d'Urbino i fill de Guidobald II della Rovere i Victòria Farnese. D'aquesta unió no tingueren fills i per la infelicitat de la parella es concedí el divorci i anul·lació el 1576, adduint la gran diferència d'edat entre els dos esposos.
A la seva separació retornà a Ferrara, on morí el gener de 1598.